# Sheridan (Indiana)
Sheridan è una città degli Stati Uniti d'America, situata nello Stato dell'Indiana e in particolare nella Contea di Hamilton.